# Phillips-Recess

Phillips-Schraubenzieher

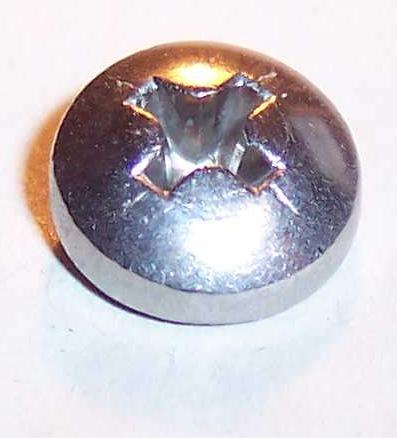
Panhead-Schraubenkopf mit Phillips-Kreuzschlitz

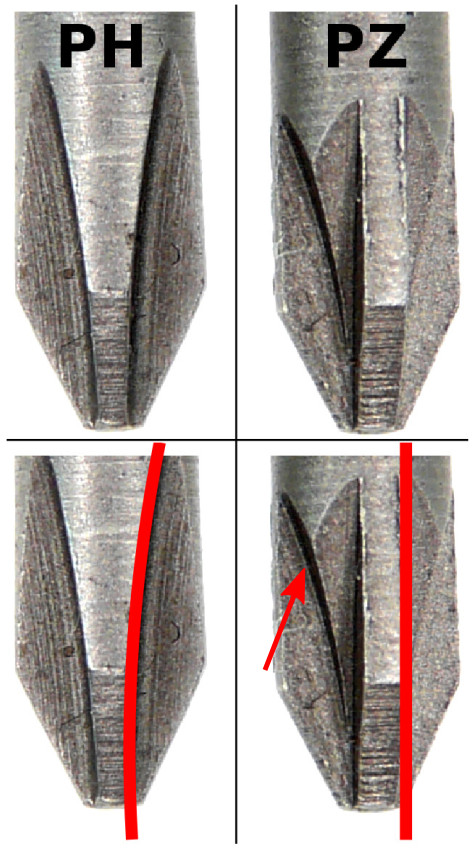
Unterschied zwischen Phillips (PH)- und Pozidriv (PZ)-Schrauben

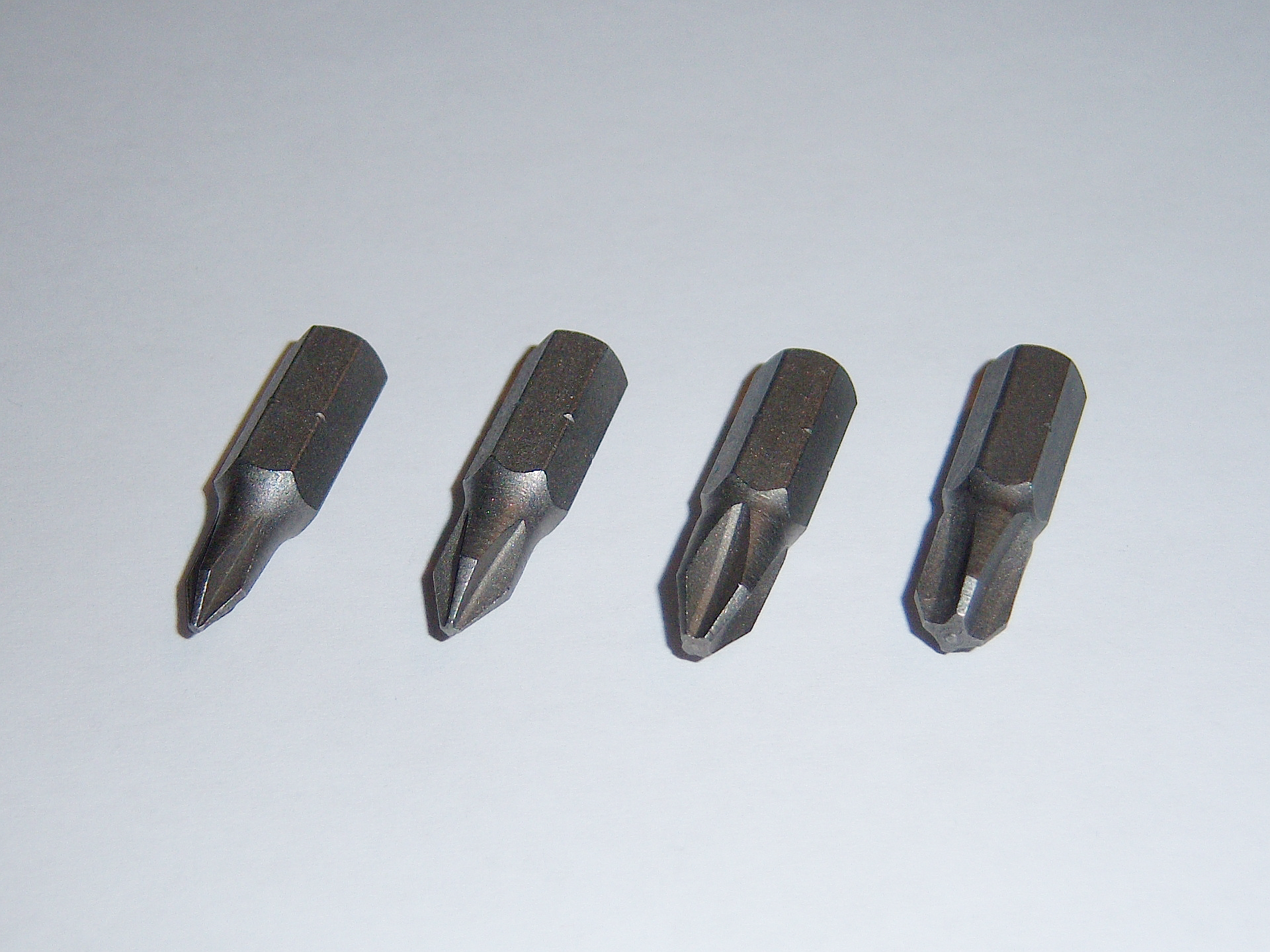
Phillips-Bits in den Größen PH0, PH1, PH2 und PH3

Phillips-Recess (kurz: Phillips) ist eine Form des Kreuzschlitzantriebs für Schrauben.

## Eigenschaften
Der zu einer Spitze zulaufende Antrieb rutscht beim Drehen des Werkzeugs selbsttätig in die Aufnahme, auch wenn die Winkel-Stellung der Flanken nicht genau der Stellung der Aufnahme entspricht.
Beim Phillips-Antrieb verjüngen sich zusätzlich auch die vier Flanken von Klinge (und Aufnahme) jeweils zur Spitze hin. Wegen dieser (leichten) Keilform tritt beim Anziehen einer Phillips-Schraube häufig eine Axialkraft auf, welche die Spitze des Schraubenziehers aus dem Schraubenkopf heraustreibt. Dies insbesondere dann, wenn der Antrieb nicht genau in einer Linie mit der Achse der Schraube liegt oder Schraube und Antrieb bereits abgenutzt sind. Dieser Effekt begrenzt das übertragbare Drehmoment und wurde ursprünglich bewusst so vorgesehen. Wenn ein größeres Drehmoment übertragen werden soll, muss der Antrieb stark in die Aufnahme gepresst werden, um zu verhindern, dass das Werkzeug aus der Aufnahme rutscht. Wenn die Schraube mehr als einmal angezogen und gelöst wird, kann die Aufnahme schnell verschleißen. Wenn der Schraubenzieher nicht ganz gerade angesetzt wird, nutzen sich Werkzeug und Schraubenkopf ab.
Im Gegensatz dazu verhindert bei neuen Schraubenköpfen und Werkzeugen gegebenenfalls die Reibung zwischen den verwendeten Materialien, dass eine Axialkraft auftritt, so etwa bei präzise gefertigten, schwarz phosphatierten Trockenbauschrauben.
Später wurde die verbesserte Pozidriv-Ausführung des Kreuzschlitz-Antriebs entwickelt, bei der die Kreuzschlitzflanken planparallel verlaufen. Diese ist daran erkennbar, dass zwischen den vier Hauptflanken jeweils noch ein Grat verläuft. Zur Kenntlichmachung werden die vier zusätzlichen Zacken im Schraubenkopf in der Regel durch vier kurze Linien betont, die auf die Zacken zulaufen
Die zugehörenden Abtriebe bzw. Schraubenzieher tragen als Größenangabe die Bezeichnungen PH für Phillips in Kombination mit einer Nummer, also PH 0, PH 1, PH 2 usw. Für kleinere Abtriebe sind mit abnehmender Größe die Bezeichnungen PH 00 und PH 000 üblich; vereinzelt treten auch andere Schreibweisen auf.

## Geschichte
Die zuvor gebräuchliche Schlitzschraube stellte für die aufkommende automatisierte, industrielle Produktion ein Problem dar, da die notwendige winkelgenaue Ausrichtung von Werkzeug und Schraube zu viel Zeit in Anspruch nahm und das Werkzeug leicht von der Schraube abrutscht. Obwohl Werkzeughersteller damals glaubten, Schraubenköpfe mit Kreuzschlitz nicht herstellen zu können, konnte der Erfinder John P. Thompson das Patent an die Firma Phillips-Screw von Henry F. Phillips verkaufen.
Das Profil erhielt weitere Verbesserungen und entspricht heute im Wesentlichen einem Patent von Phillips von 1934. Der Antrieb setzte sich zunächst vor allem in der amerikanischen Automobilindustrie durch, nach dem Zweiten Weltkrieg aber auch in vielen anderen Bereichen.

## Profilierter Antrieb
Einige Hersteller bieten Antriebe mit geripptem oder aufgerauten Flanken an, die die Reibung des Abtriebs im Antrieb erhöhen und somit ein Heraustreiben verhindern. Diese sind mit Phillips-Recess kompatibel. Wera vermarktet ein solches System unter der Bezeichnung Lasertip.
Die Phillips Screw Company selbst bietet diese als ACR Ribbed Phillips Cruciform Drive System an, die Antriebe der Schrauben werden mit ACR1, ACR2, ACR3, ACR4S und ACR4L gekennzeichnet. Die zugehörigen Schrauben werden in 7 Größen (0 bis 6) angeboten. Der Antrieb ACR2 wird bei mehreren Schraubengrößen eingesetzt.